# Stoki (rejon lidzki)
Stoki (biał. Стокі, Stoki; ros. Стоки, Stoki) – wieś na Białorusi, w obwodzie grodzieńskim, w rejonie lidzkim, w sielsowiecie Bielica.

## Historia
W XIX i w początkach XX w. dwa folwarki: Stoki i Stoki Małe. Położone były w Rosji, w guberni wileńskiej, w powiecie lidzkim. Należały wówczas do książąt Wittgensteinów.
W dwudziestoleciu międzywojennym kolonia leżąca w Polsce, w województwie nowogródzkim, w powiecie lidzkim, w gminie Bielica. W 1921 miejscowość liczyła 86 mieszkańców, zamieszkałych w 14 budynkach, w tym 46 Białorusinów i 40 Polaków. 46 mieszkańców było wyznania prawosławnego i 40 rzymskokatolickiego.
Po II wojnie światowej w granicach Związku Sowieckiego. Od 1991 w niepodległej Białorusi.